# Seema Antil
Seema Antil (født 27. juli 1983) er en indisk diskoskaster. Hun vandt oprindeligt VM-guld i juniorklassen i 2000, men blev diskvalificeret for brug af pseudoefedrin. Antil vandt en bronsemedalje under junior-VM i 2004. Hendes personlige rekord er på 64.84 fra august 2004. Hun vandt en sølvmedalje i Commonwealth Games i 2006. 